# Laberia palliata
Laberia palliata är en insektsart som beskrevs av Stsl 1866. Laberia palliata ingår i släktet Laberia och familjen Nogodinidae. Inga underarter finns listade i Catalogue of Life.